# Mario Corradini
Mario Corradini (Trento, 16 novembre 1951) è un alpinista e scrittore italiano, vive a Baselga di Piné  Trento.

## Biografia
Ha partecipato a diversi Filmfestival Internazionali di Montagna, sia come ospite, membro di giuria e presidente di giuria.
Nell’autunno del 1992 partecipò alla Spedizione Internazionale Himalayana al Manaslu e sono quasi 30 anni che ritorna in Himalaya.

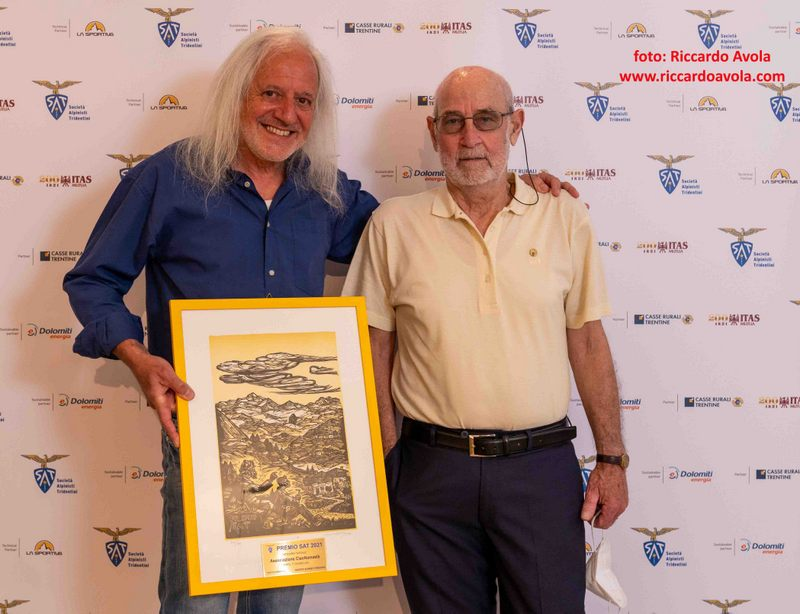
Premio SAT 2021

Ha fondato l’Associazione CiaoNamastè (è stato Presidente ed ora è vice Presidente) con la quale sono state costruite 8 scuole ed altri aiuti in zone disagiate del Nepal.  
Nell’autunno del 1992 partecipò alla Spedizione Internazionale Himalayana al Manaslu e sono più di 30 anni che ritorna in Himalaya.
Ha partecipato a diversi Filmfestival Internazionali di Montagna, sia come ospite, membro di giuria e presidente di giuria.
È socio accademico del GISM (Gruppo Italiano Scrittori di Montagna), è stato membro della Commissione Centrale per le pubblicazioni del CAI  (Club Alpino Italiano) ed è componente del comitato di redazione del Bollettino SAT (Società degli Alpinisti Tridentini, Sezione del CAI).
Possiede un ricco archivio di diapositive, foto digitali e filmati che utilizza per le conferenze e per la stampa di libri.
È infatti autore di 22 pubblicazioni. Sue fotografie sono state esposte anche all’estero. Molti suoi articoli sono pubblicati su diversi periodici di montagna nazionali ed esteri.

Viaggia in varie parti del mondo alla scoperta di popolazioni e minoranze etniche.
Ha fondato l’Associazione CiaoNamastè (è stato Presidente ed ora è vice Presidente) con la quale sono state costruite 8 scuole ed altri aiuti in zone disagiate del Nepal. (www.ciaonamaste.it).
Per questo è stato insignito del “moschettone della solidarietà” durante il Festival della Cultura di Montagna La Magnifica Terra di Bormio, 2014 e del Premio SAT (Società Alpinisti Tridentini) anno 2021.
Al Festival della montagna di Ladek-Zdroj, in Polonia, il 9 settembre 2022 ha ricevuto il premio “Letteratura e Cultura” per aver divulgato attraverso articoli, libri e video la cultura della montagna e la storia dell’alpinismo polacco; per aver controllato la traduzione di alcuni libri di Jerzy Kukuczka e Krzysztof Wielicki e per aver collaborato con molte informazioni, testi e foto, al settimo volume della “Grande Enciclopedia Montagna e Alpinismo” in lingua polacca (Wielka Encyklopedia Gor i Alpinizmu)
Fa parte del Consiglio Onorario della Fundacja Himalaismo Polskiego.

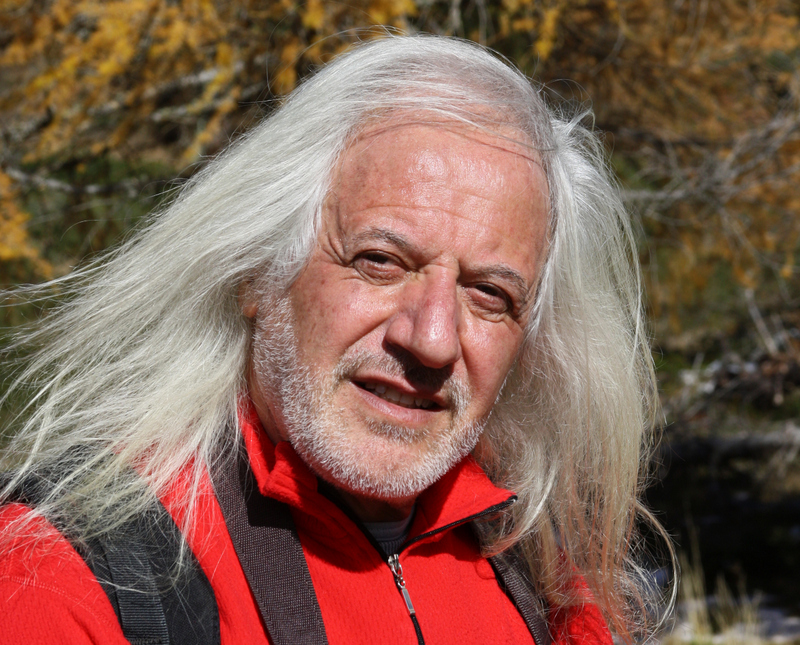
Mario Corradini

## Opere in co-produzione
Autore dei libri:

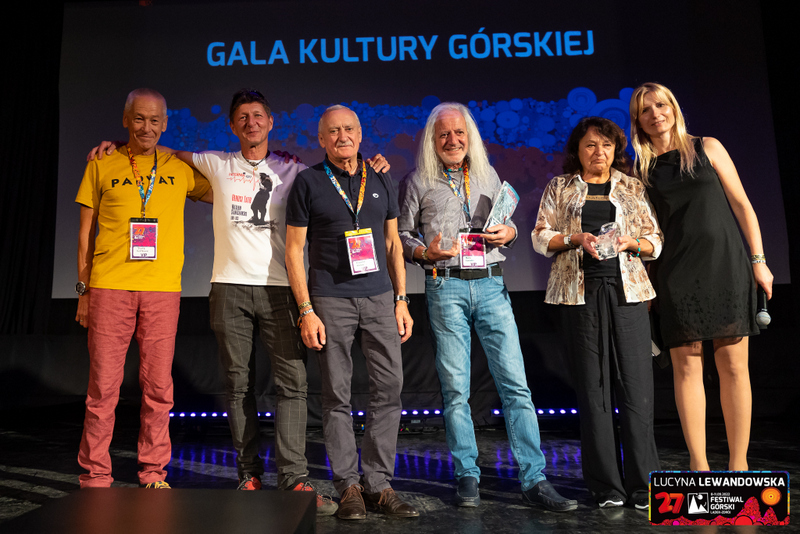
Premio Letteratura e Cultura a Ladek Polonia 2022

- Isole nelle nuvole (Ed. Athesia, Bolzano 1989);
- Perle del trentino (laghi) (Ed. Athesia, Bolzano 1991);
- Cento Escursioni in Trentino (Ed. Panorama, Trento 2005);
- Ultime Cime - I segni dell’uomo e del tempo nel massiccio del Monte Croce (Lagorai) – (Ed. Nuovi Sentieri, Belluno 2003);
- Spedizioni - appunti di viaggio dalle montagne del mondo - (Ed. Nordpress, Brescia 2001);
- Ferrate e sentieri attrezzati del Trentino (Ed. Nordpress, Chiari - Brescia 2003);
- Lagorai Cima d’Asta - Guida dei Monti d’Italia CAI – TCI (Ed. CAI – TCI, Milano, gennaio 2006)[2];
- Vivere e scoprire (Ed. Alpine Studio, Lecco, aprile 2014);
- Il mio Nepal (stampato in proprio, ottobre 2016);
- Fili d’erba (stampato in proprio, luglio 2018);
- Per colpa delle montagne (stampato in proprio, marzo 2020).
- NIE TYLKO NEPAL Od Dolomitów po Himalaje, odkrywając naturę, ludy i tradycje (Ed. Grupa Infomax – Biblioteka TATERNIKA – Katowice, Polonia, 2023)

Co-autore dei libri:
- Le più belle escursioni sui monti di Trento (Ed. Saturnia, Trento 1982);
- L’altro Trentino (Ed. Editoria, Trento 1986);
- Vie ferrate delle Prealpi Trentine (Ed. Editoria, Trento 1983);
- Sezione S.A.T. Levico terme 1945/1995 (Ed. Valsugana, Trento 1995);
- Rifugi e bivacchi del Trentino (Ed. Panorama, Trento maggio 1996);
- Dolomiti di Brenta - Guida escursionistica, alpinistica (Ed. Nordpress, Chiari - Brescia 2003);
- Catinaccio - Guida escursionistica, alpinistica (1ª Ed. Nordpress, 2ª Ed. Panorama Trento 2011);
- Latemàr - Guida escursionistica, alpinistica (1ª Ed. Nordpress, 2ª Ed. Panorama Trento 2011);
- Marmolada - Guida escursionistica, alpinistica (1ª Ed. Nordpress, 2ª Ed. Panorama Trento 2012);
- Dolomiti di Brenta - Guida escursionistica, alpinistica (1ª Ed. Nordpress, 2ª Ed. Alpine Studio, Lecco 2015).

Ha contribuito, con molte informazioni, testi e foto, al settimo volume della “Grande Enciclopedia Montagna e Alpinismo” in lingua polacca (Wielka Encyklopedia Gor i Alpinizmu).
Assieme a Luca Calvi ha curato il nuovo libro di Jerzy Kukuczka dal titolo: “Il mio mondo verticale e altri scritti”, Edizione Versante Sud, 2022.